# Vera Mendes
Vera Mendes é um município brasileiro do estado do Piauí. Antes de tornar-se município, Vera Mendes era um povoado pertencente ao município de Itainópolis. Sua emancipação política ocorreu em 14 de dezembro de 1995, através da Lei Estadual nº 4810. E sua instalação ocorreu em 1º de janeiro de 1997.

## Geografia
Localiza-se a uma latitude 07º36'12" sul e a uma longitude 41º28'58" oeste, estando a uma altitude de 297 metros. Sua população estimada em 2004 era de 2.968 habitantes.
Possui uma área de 312,29 km². Está a uma de distancia de 315 km da capital Teresina.

## Economia

### Imposto de Renda em Vera Mendes
Com base nos dados disponibilizados pela Receita Federal do ano de 2017, Vera Mendes possui 1,72% da população como contribuinte do Imposto de Renda, enquanto 98,28% é isenta. O Impostômetro do Imposto de Renda de Vera Mendes  informa os seguintes dados:
| Tipo             | Completo        | Simplificado    | Total           | Média Geral  |
| ---------------- | --------------- | --------------- | --------------- | ------------ |
| Contribuintes    | 22              | 31              | 53              |              |
| Rendimentos      | R$ 1.131.398,47 | R$ 1.150.887,80 | R$ 2.282.286,27 | R$ 43.062,01 |
| Imposto de Renda | R$ 32.800,28    | R$ 42.865,85    | R$ 75.666,13    | R$ 1.427,66  |
| Restituição      | R$ 7.228,88     | R$ 5.885,85     | R$ 13.114,73    | R$ 742,34    |
| Bens e Direitos  | R$ 414.440,63   | R$ 1.190.277,21 | R$ 1.604.717,84 | R$ 30.277,70 |
| Dívidas e ônus   | R$ 0,00         | R$ 0,00         | R$ 0,00         | R$ 0,00      |

| Tipo de declaração | Rendimentos  | Imposto de Renda | Restituição | Bens e direitos | Dívidas e ônus |
| ------------------ | ------------ | ---------------- | ----------- | --------------- | -------------- |
| Completo           | R$ 51.427,20 | R$ 1.490,92      | R$ 328,59   | R$ 18.838,21    | R$ 0,00        |
| Simplificado       | R$ 37.125,41 | R$ 1.382,77      | R$ 189,87   | R$ 38.396,04    | R$ 0,00        |

* Percentualmente, as dívidas dos contribuintes de Vera Mendes, representam 0,00% dos seus bens.
| Tipo de dedução             | Total em Vera Mendes | Média por contribuinte |
| --------------------------- | -------------------- | ---------------------- |
| Saúde                       | R$ 20.083,11         | R$ 912,87              |
| Educação                    | R$ 38.282,60         | R$ 1.740,12            |
| Previdência                 | R$ 110.259,20        | R$ 5.011,78            |
| Dependentes                 | R$ 127.404,48        | R$ 5.791,11            |
| Desconto simplificado (20%) | R$ 209.347,79        | R$ 6.753,15            |